# جیمز تراسلو ادامز
جیمز تراسلو ادامز (انگلیسی: James Truslow Adams؛ ۱۸ اکتبر ۱۸۷۸ – ۱۸ مهٔ ۱۹۴۹) یک تاریخ‌نگار اهل ایالات متحده آمریکا بود.